# Општина Ончешти (Бакау)
Ончешти (рум. Onceşti) општина је у Румунији у округу Бакау.
Oпштина се налази на надморској висини од 193 m.